# بنجة سفلي (مقاطعة ديواندرة)
بنجة سفلي (بالفارسية: پنجه سفلی) هي قرية تقع في قسم قراتورة الريفي (مقاطعة ديواندرة) في إيران. يقدر عدد سكانها بـ 154 نسمة بحسب إحصاء 2016.